# Arthur Lyman
Arthur Lyman (* 2. Februar 1932 in Kauai, Hawaii; † 24. Februar 2002 in Honolulu) war ein US-amerikanischer Jazz-Vibraphonist und Marimba-Spieler des Exotica-Stils.

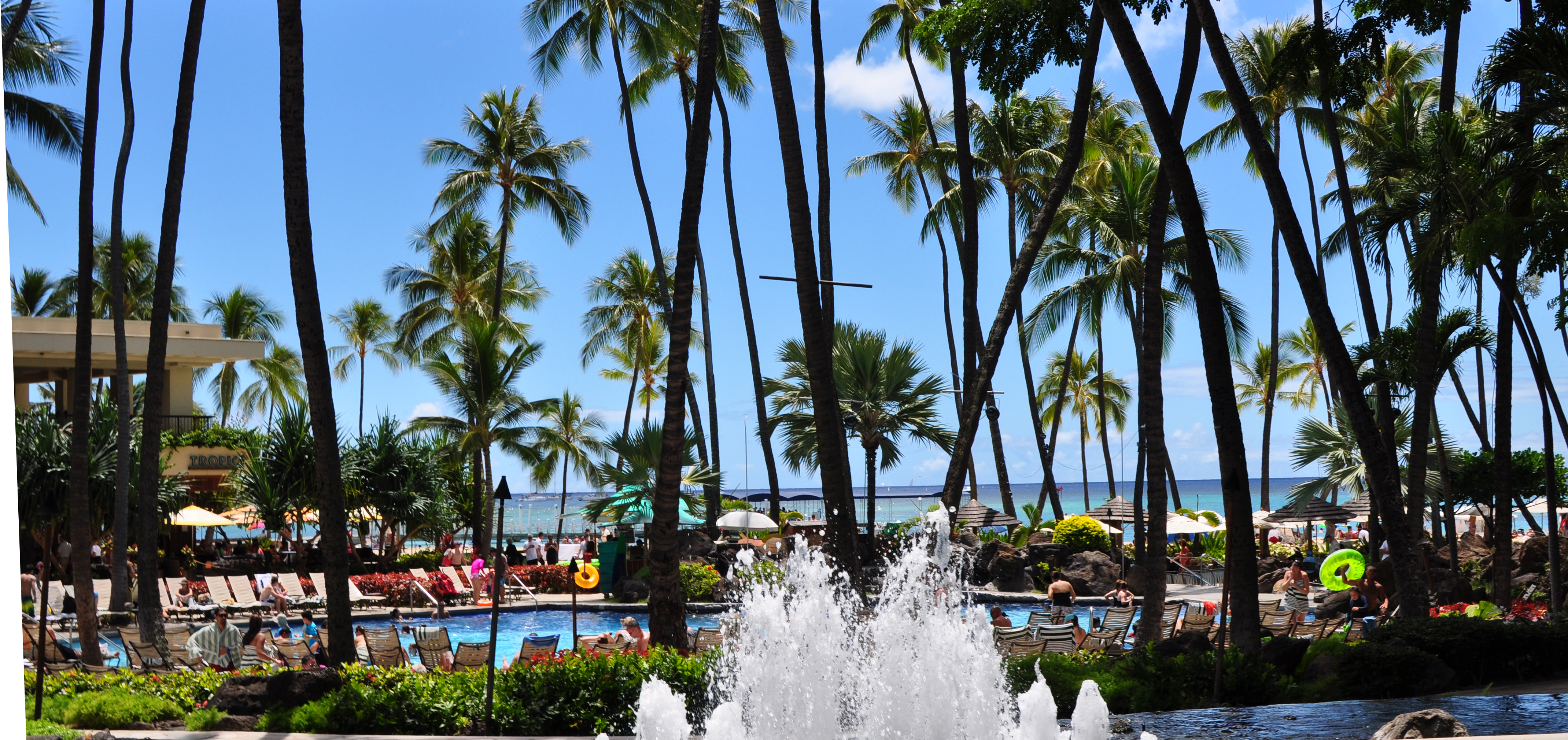
Hilton Hawaiian Village

## Leben und Wirken
Lyman wuchs in Honolulu auf und brachte sich das Marimba-Spiel anhand der Platten von Lionel Hampton bei. Er gewann den Talentwettbewerb einer lokalen Radiostation in Honolulu und spielte schon als Schüler semi-professionell in der Cool Jazz Combo The Gadabouts. Nach dem Schulabschluss 1951 arbeitete er als Angestellter in einem Hotel, wobei er nebenbei auch in der Bar des Hotels spielte. Martin Denny entdeckte ihn dort und bot ihm 1954 einen Platz in seiner Band an, die in der Shell Bar im Hilton Hawaiian Village (damals Kaiser Hawaiian Village) in Honolulu (Waikiki) spielte. Das Hotel-Resort gehörte dem Industriellen Henry J. Kaiser. 1957 spielte er auf der LP Quiet Village (Liberty Records) von Denny, die ein großer Erfolg wurde und in den USA einen Hawaii-Trend auslöste. Im selben Jahr trennten sich beide, blieben aber zeitlebens Freunde. Lyman gründete eine eigene Band, die von Henry Kaiser für seine Nachtclubs in Honolulu engagiert wurde, und er nahm für HiFi Records in Los Angeles auf (zuerst Leis of Jazz 1957). Die Aufnahmen entstanden fast immer im Aluminium Dome Auditorium (entworfen  von Buckminster Fuller) von Kaiser im Hawaiian Village. Lyman spielte mit seiner Band fast 10 Jahre lang in der Shell Bar im Hawaiian Village Hotel. Zur Band gehörten in der Besetzung von 1957 bis 1965 neben Lyman am Vibraphon John Kramer (Bass), Alan Soares (Klavier), Harold Chang (Percussion), wobei jeder neben seinem Hauptinstrument auch alle möglichen exotischen Instrumente spielte. Sie tourte viel in den USA und trat in den 1960er Jahren in verschiedenen TV-Shows auf (sowie regelmäßig in der Fernseh-Serie Hawaiian Eye). 1968 gab er das Tourleben nach einer Show in Las Vegas auf. Lyman kehrte nach Hawaii zurück, wo er in Clubs und Hotels spielte wie Don the Beachcombers Polynesian Village.
Er nahm über 30 Alben auf. Drei seiner Alben erreichten Gold-Status. Sie trugen Titel wie Taboo (1958), Legend of Pele, Hawaiian Sunset, Bahia.
Markenzeichen von Lyman waren exotische Geräusche wie Vogelstimmen. Er spielte meist mit vier Schlägeln gleichzeitig. Seine Erkennungsstück war Yellow Bird, mit dem er 1961 zehn Wochen in den Bill Board Top Ten war. 
Lyman war viermal geschieden und nahm sein Leben lang an hawaiianischen Kanu-Rennen teil. Im Leben brachte er es nie fertig viel anzusparen, so dass er bis zu seinem Tod arbeitete. Arthur Leyman starb 2002 an Kehlkopfkrebs. 
In den 1990er Jahren erwarb seine Musik neue Beliebtheit im Rahmen von Lounge-Musik mit Neuveröffentlichungen seiner Platten als CDs.